# 高方
高方，是10世纪大理国大臣，点蒼山蓮花峰芒湧溪人氏，白族，中国公、大中國皇帝高升泰的祖先。

## 生平
他的先祖在唐玄宗開元年間被南詔國遷居到十睑（十州，今雲南省大理白族自治州），五代十國後晉時，高方擔任善巨（今雲南省永勝縣）守。他和段思平友善。段思平起兵受挫，高方請段思平到善巨，借三十七蠻部兵，推翻了大義寧國楊干真，建立大理國。高方被封為岳侯，領有巨橋（今雲南省晉寧縣昆阳街道）地方，高氏成為大理國權臣，地位僅次於段氏皇族。

## 家族

### 子
- 高君辅，官至大理国劝爽。

### 孙
- 高辅仁，官至大理国慈爽。

### 曾孙
- 高仁温，官至大理国慈爽，高智升的曾祖父。